# Bit.Trip Runner
Bit.Trip Runner (estilizado como BIT.TRIP RUNNER) es un juego de ritmo estilo arcade desarrollado por Gaijin Games y distribuido por Aksys Games para el servicio de descarga digital WiiWare de Wii. Es el cuarto juego lanzado en la serie de juegos Bit.Trip, siendo el sucesor de Bit.Trip Beat, Bit.Trip Core y Bit.Trip Void y el predecesor de Bit.Trip Fate y Bit.Trip Flux.

## Jugabilidad
Bit.Trip Runner es un videojuego de plataformas 2D en el cual el jugador toma control de Commander Video, el protagonista de la serie de Bit.Trip que solo ha aparecido en cinemáticas en los títulos previos. El juego se encuentra dividido en tres mundos conocidos como «Impetus», «Tenacity» y «Triumph» respectivamente, cada uno contiene 11 niveles y un encuentro de jefe. En cada nivel, Commander Video corre automáticamente de izquierda a derecha. Para completar un nivel, el jugador debe introducir ciertos comandos en el control, incluyendo saltar, deslizar y patear para evadir o destruir obstáculos y enemigos. Si Commander Video es golpeado por cualquier objeto, será transportado inmediatamente de vuelta al comienzo del nivel y empezará a correr nuevamente.
Durante los niveles, el jugador obtiene potenciadores que mejoran el multiplicador de puntos, empezando por «Hyper» y progresando por «Mega», «Super», «Ultra» y finalmente «Extra». A medida que se ganan estos multiplicadores, la música de fondo se vuelve más avanzada en consecuencia, añadiendo nuevas melodías e instrumentos más modernos. Commander Video también es capaz de recolectar barras de oro distribuidas a lo largo de los niveles - si se juntan todas las barras en un nivel, el jugador obtendrá acceso a un nivel extra basado en Pitfall, el famoso juego de Atari 2600 programado por David Crane.

## Desarrollo
Siendo el cuarto de seis juegos de Bit.Trip, Runner fue diseñado como un intento de «expandir el universo de BIT.TRIP a uno más completo y rico mostrándole a los jugadores exactamente cómo se ve ese mundo: un lugar optimista y colorido que al mismo tiempo es lúgubre y hostil». El juego realiza una cantidad de cambios notables a los convenios de diseño de los otros juegos de Bit.Trip, como un personaje jugable más tradicional y una estructura que consiste en muchos niveles más pequeños en lugar de tres niveles largos.
En una versión temprana del juego, Commander Video tenía un mayor arsenal de habilidades, algunos recordaban a Core y Void, pero el diseñador Alex Neuse decidió remover los movimientos más complicados tras observar que los playtesters se estaban viendo abrumados.
La banda sonora del juego combina música 8-bit con géneros contemporáneos como tecno y electrónica. La banda de chiptune independiente Anamanaguchi contribuyó con algunas canciones a la banda sonora. Mientras tanto, para encajar con el uso de Commander Video como un personaje, el artista Mike Roush creó los gráficos con un fuerte énfasis en los ojos, proporcionando mayor personalidad a los escenarios.
El juego fue más tarde empaquetado con otros cinco juegos de Bit.Trip como Bit.Trip Complete para la Wii en 2011. Un port de Nintendo Switch fue lanzado el 25 de diciembre de 2020.

## Recepción
Tras su lanzamiento inicial en WiiWare, Bit.Trip Runner fue recibido con reseñas mayormente positivas. Elogiado por su estética, música pegadiza, y jugabilidad adictiva, el juego es visto como un título extraordinariamente incapaz de perdonar. En el  Independent Games Festival de 2011, ganó el premio a la Excelencia en Arte Visual, y obtuvo una mención honorable en el Gran Premio Seumas McNally y en el premio a la Excelencia en Audio.

## Secuelas
Una secuela llamada Bit.Trip Presents... Runner2: Future Legend of Rhythm Alien fue lanzada en PlayStation Network, Xbox Live Arcade y Wii U Nintendo eShop en febrero - marzo de 2013, y lanzado en Steam el 26 de febrero de 2013. Cuenta con 120 nuevos niveles, 8 personajes jugables y gráficos HD actualizados. Otra secuela, simplemente titulada Runner3, fue lanzada para la Nintendo Switch, PlayStation 4 y Steam en 2018, con un lanzamiento planeado para Xbox One.